# Yamandu Costa
Yamandu Costa (Passo Fundo; 24 de enero de 1980) es un guitarrista y compositor brasileño. Su instrumento principal es la guitarra clásica de 7 cuerdas.

## Biografía
Yamandu comenzó a estudiar guitarra a los siete años con su padre Algacir Costa, líder del grupo Os Fronteiriços y se perfeccionó tras estudiar con el virtuoso argentino Lúcio Yanel. A los quince años Yamandu empezó a estudiar la música popular del sur de Brasil, Argentina y Uruguay.
Influenciado por la música de Radamés Gnattali, empezó a estudiar a otros músicos brasileños como Baden Powell de Aquino, Tom Jobim y Raphael Rabello.
A los diecisiete años actuó por primera vez en São Paulo, en el Circuito Cultural Banco do Brasil. A partir de ahí pasó a ser reconocido como músico revelación de la guitarra brasileña.
Los diversos estilos que interpreta comprenden el choro, bossa nova, milonga, tango, samba y chamamé, lo que hace difícil encuadrarlo dentro de una corriente musical.
Yamandu aparece en el documental Brasileirinho de Mika Kaurismäki.

## Distinciones

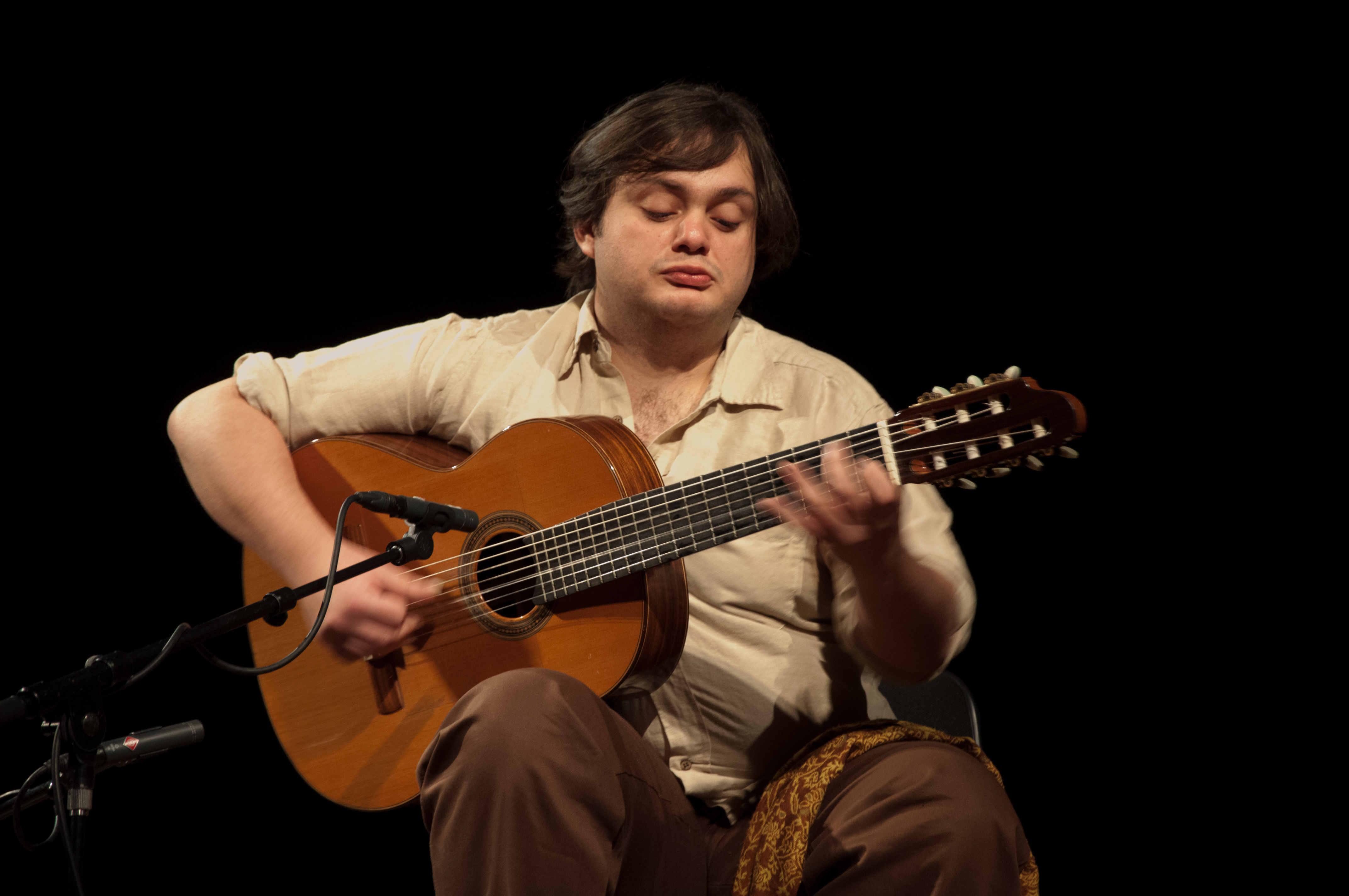
Yamandu Costa en 2009. Foto André SZEP

### Premios
- Prêmio Tim - Best Soloist - 2004
- Free Jazz Festival 2001 - Rio and São Paulo
- Guitar Festival of Chile - 2001
- Winner of the Prêmio Visa, Instrumental edition - 2001
- Circuito Cultural Banco do Brasil - 1999
- Participation at the Nashville Festival - 1998
- Trophy of Instrumental Music Revelation of the Rio Grande do Sul state
- 25º Award of Best Instrumentalist of the Rio Grande do Sul state
- Show in Montevideo - 1998
- Tour in Buenos Aires - 1998
- Jazz Kervan Festival Montevideo- 1999
- Winner of the Prêmio Califórnia of Uruguaiana - 1995

## Discografía
- 2013 - Continente
- 2011 - Yamandu Costa e Rogério Caetano
- 2010 - Lado B (com Dominguinhos)
- 2010 - Yamandú Valter
- 2008 - Mafuá
- 2007 – Lida
- 2007 – Yamandu + Dominguinhos
- 2007 – Ida e Volta
- 2006 – Tokyo Session
- 2005 – Música do Brasil Vol.I (DVD)
- 2005 – Yamandu Costa ao Vivo (DVD)
- 2005 – Brasileirinho
- 2004 – El Negro Del Blanco / Yamandu Costa e Paulo Moura
- 2003 – Yamandu ao Vivo
- 2001 – Yamandu / Prêmio Visa
- 2000 – Dois Tempos / Lúcio Yanel e Yamandu Costa